# Euamiana
Euamiana är ett släkte av fjärilar. Euamiana ingår i familjen nattflyn.
Kladogram enligt Catalogue of Life:
| Euamiana | \| \| Euamiana contrasta \| \| \| \| \| \| Euamiana dissimilis \| \| \| \| \| \| Euamiana torniplaga \| \| \| \| |
|          | \| \| Euamiana contrasta \| \| \| \| \| \| Euamiana dissimilis \| \| \| \| \| \| Euamiana torniplaga \| \| \| \| |
|          | Euamiana contrasta                                                                                               |
|          | |
|          | Euamiana dissimilis                                                                                              |
|          | |
|          | Euamiana torniplaga                                                                                              |
|          | |